# Escola Superior de Halmstad
A Escola Superior de Halmstad (em sueco:  Högskolan i Halmstad ; em inglês:  Halmstad University) é uma instituição pública de ensino superior na cidade de Halmstad, no sul da Suécia.

Foi iniciada em 1977 e formalmente fundada em 1983.

### Estudantes, professores e funcionários
Tem 12 371 estudantes, dos quais 5 893 a tempo inteiro e 103 doutorandos; conta com 719 funcionários , dos quais 317 professores (2023).

### Cursos e programas
Tem como foco principal as áreas de ”Inovação no domínio da saúde” e ”Cidades e comunidades inteligentes”.